# Crédin
Crédin é uma comuna francesa na região administrativa da Bretanha, no departamento Morbihan. Estende-se por uma área de 33,54 km². Em 2010 a comuna tinha 1 587 habitantes (densidade: 47,3 hab./km²).